# Awake (álbum de Illenium)
Awake es el segundo álbum de estudio del DJ, productor musical y músico estadounidense Illenium, lanzado el  21 de septiembre de 2017.

## Lista de canciones
| N.º | Título                                | Productor (es) | Duración |  |
| 1.  | «Needed You» (con Dia Frampton)       | Illenium       | 5:05     |  |
| 2.  | «Crawl Outta Love» (con Annika Wells) | Illenium       | 4:02     |  |
| 3.  | «No Time Like Now»                    | Illenium       | 2:03     |  |
| 4.  | «Free Fall» (con RUNN)                | Illenium       | 3:25     |  |
| 5.  | «Where'd U Go» (con Said the Sky)     | Illenium       | 3:04     |  |
| 6.  | «Fractures» (con Nevve)               | Illenium       | 4:05     |  |
| 7.  | «Leaving»                             | Illenium       | 3:54     |  |
| 8.  | «Lost» (con Emilie Brandt)            | Illenium       | 3:20     |  |
| 9.  | «Sound of Walking Away» (con Kerli)   | Illenium       | 4:13     |  |
| 10. | «Taking Me Higher»                    | Illenium       | 2:44     |  |
| 11. | «Feel Good» (con Gryffin y Daya)      | Gryffin        | 4:08     |  |
| 12. | «Beautiful Creatures» (con MAX)       | Illenium       | 4:00     |  |
| 13. | «Let You Go» (con Ember Island)       | Illenium       | 3:04     |  |

## Posicionamiento en lista
| Lista (2017)                             | Posición |
| ---------------------------------------- | -------- |
| Canadá (Billboard Canadian Albums)       | 92       |
| New Zealand Heatseekers Albums (RMNZ)    | 8        |
| Estados Unidos (Billboard 200)           | 106      |
| Estados Unidos (Dance/Electronic Albums) | 3        |